# 니시무라 고지
니시무라 고지(일본어: 西村 弘司, 1984년 7월 7일 ~ )는 일본의 전 축구 선수이다.

## 구단 경력
과거 교토 상가 FC, 나고야 그램퍼스에서 활동하였다.